# Senterpartiet
Senterpartiet (Sp) er et politisk parti i Norge. Partiet blev stiftet i 1920 som Bondepartiet. I 1959 skiftede partiet navn til Senterpartiet.

## Senterpartiets værdier
Senterpartiet baserer ikke sit program på nogen af de kendte ideologier i 20. århundrede, men er baseret på et separat manifest. Centerpartiets værdier er opdelt i fire hoveddele:
- Modstand mod økonomisk liberalisering og frie markedskræfter
- Decentralisering af ejendomsrettigheder, magt, afvikling og kapital
- Større lighed mellem forskellige grupper i samfundet
- Økonomisk moderering og prioritering af immaterielle aktiver, såsom miljøbeskyttelse

Partiet betragter sig selv som en garant mod norsk EU-medlemskab.
I 2017 sagde partileder Trygve Slagsvold Vedum, at partiets stigning i meningsmålingerne «er et udtryk for en sund nationalisme i folket».

## Partiledere
- Johan E. Mellbye (1920–1921)
- Kristoffer Høgset (1921–1927)
- Erik Enge (1927–1930)
- Jens Hundseid (1930–1938)
- Nils Trædal (1938–1948)
- Einar Frogner (1948–1954)
- Per Borten (1955–1967)
- John Austrheim (1967–1973)
- Dagfinn Vårvik (1973–1977)
- Gunnar Stålsett (1977–1979)
- Johan J. Jakobsen (1979–1991)
- Anne Enger Lahnstein (1991–1999)
- Odd Roger Enoksen (1999–2003)
- Åslaug Haga (2003–2008)
- Lars Peder Brekk (fungerende) (2008)
- Liv Signe Navarsete (2008–2014)
- Trygve Slagsvold Vedum (2014–d.d.)